# Ormiscodes
Ormiscodes är ett släkte av fjärilar. Ormiscodes ingår i familjen påfågelsspinnare.

## Bildgalleri

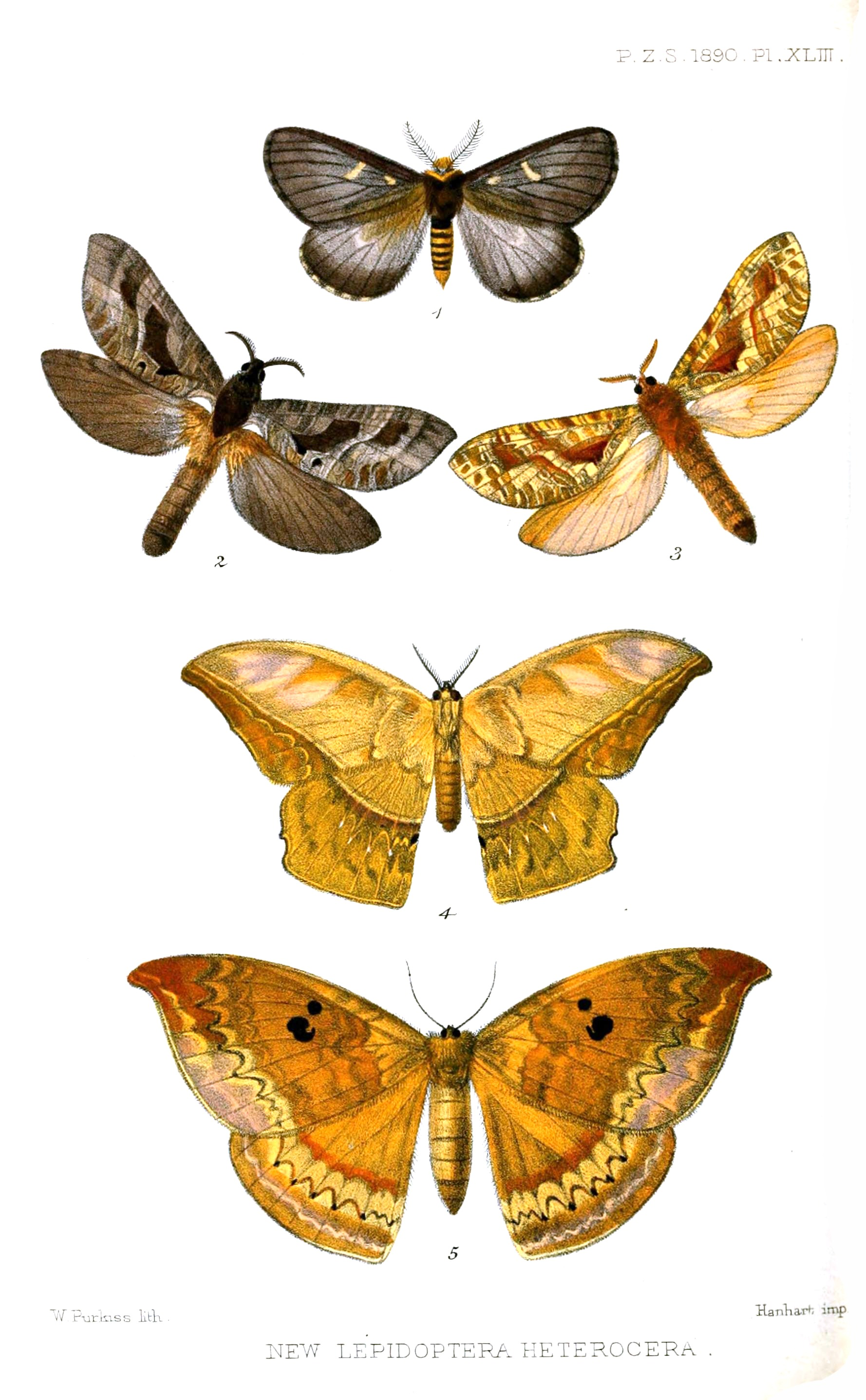

## Dottertaxa tillOrmiscodes, i alfabetisk ordning[1]
- Ormiscodes alanus
- Ormiscodes albipellis
- Ormiscodes albofasciata
- Ormiscodes albomaculata
- Ormiscodes amarilla
- Ormiscodes amphinome
- Ormiscodes angrandi
- Ormiscodes angulifera
- Ormiscodes antonia
- Ormiscodes boudinoti
- Ormiscodes carminata
- Ormiscodes caxambua
- Ormiscodes cinnamomea
- Ormiscodes citrina
- Ormiscodes claudia
- Ormiscodes cognata
- Ormiscodes coprea
- Ormiscodes crinita
- Ormiscodes erythropus
- Ormiscodes flavodiscata
- Ormiscodes fumosa
- Ormiscodes gemeli
- Ormiscodes geneforti
- Ormiscodes geschwandneri
- Ormiscodes grisea
- Ormiscodes hoegei
- Ormiscodes humeralis
- Ormiscodes hyadesi
- Ormiscodes inornata
- Ormiscodes joiceyi
- Ormiscodes lasiocampina
- Ormiscodes latifasciata
- Ormiscodes latipunctata
- Ormiscodes laverna
- Ormiscodes litura
- Ormiscodes luperina
- Ormiscodes lupina
- Ormiscodes marginata
- Ormiscodes marginella
- Ormiscodes murina
- Ormiscodes naias
- Ormiscodes niepelti
- Ormiscodes nigrolutea
- Ormiscodes nigrosignata
- Ormiscodes niobe
- Ormiscodes oblita
- Ormiscodes patagonica
- Ormiscodes perdix
- Ormiscodes plana
- Ormiscodes ramicosa
- Ormiscodes ribesii
- Ormiscodes ribis
- Ormiscodes roseana
- Ormiscodes rufosignata
- Ormiscodes ruschweyhi
- Ormiscodes semirosea
- Ormiscodes shapiroi
- Ormiscodes socialis
- Ormiscodes taglia
- Ormiscodes taylori
- Ormiscodes telifera
- Ormiscodes weymeri
- Ormiscodes vulpina